# Броди-Поморські
Броди-Поморські (пол. Brody Pomorskie, нім. Deutsch Brodden) — село в Польщі, у гміні Ґнев Тчевського повіту Поморського воєводства.
Населення — 260 осіб (2011).
У 1975-1998 роках село належало до Гданського воєводства.

## Демографія
Демографічна структура станом на 31 березня 2011 року:
|          | Загалом | Допрацездатний вік | Працездатний вік | Постпрацездатний вік |
| -------- | ------- | ------------------ | ---------------- | -------------------- |
| Чоловіки | 143     | 40                 | 90               | 13                   |
| Жінки    | 117     | 31                 | 66               | 20                   |
| Разом    | 260     | 71                 | 156              | 33                   |